# Targa Teodoro Capocci
La Targa Teodoro Capocci era una competizione calcistica ad eliminazione diretta istituita dal Direttorio della F.I.G.C. della XIII° zona (comitato regionale campano – molisano – lucano). Il torneo venne ideato in ricordo la medaglia d’oro della “Grande Guerra” Teodoro Capocci, ex calciatore degli albori del calcio in Campania. Vi partecipavano le squadre di Prima e Seconda Divisione.
La competizione potrebbe essere equiparata all’attuale Coppa Italia Dilettanti fase regionale Campania ed è stata organizzata per otto stagioni a partire dalla stagione 1935-1936 fino a quella del 1942-1943.

## Albo d'oro
- 1935-1936: Napoli B
- 1936-1937: Salernitana B
- 1937-1938: Spolettificio Torre Annunziata[2]
- 1938-1939: GIL Benevento[3]
- 1939-1940: Salernitana B[4]
- 1940-1941: GIL Sorrento[5]
- 1941-1942: Baratta Battipaglia
- 1942-1943: Vigili Del Fuoco Napoli